# Testa (romanzo)
Testa è un romanzo scritto e pubblicato nel 1887 da Paolo Mantegazza.
Rappresenta la continuazione di  Cuore di Edmondo De Amicis, a cui lo stesso amico Mantegazza lo dedica: se Cuore aveva condotto il protagonista, Enrico Bottini, alle soglie dell'adolescenza, Testa lo segue nel suo ingresso in questa nuova fase della vita.
Già dal titolo appare dichiarata ed evidente una proposta, se non di alternativa, quanto meno di opportuna integrazione all'uso di quel centro dei sentimenti che è il cuore: testa come ragione, secondo Mantegazza, come timone dell'istinto che diversamente potrebbe condurci a non valutare compiutamente gli effetti di scelte ed azioni prodotte da impulsi esclusivamente sentimentali. Ma non c'è nessun intento polemico in questo, come emerge in modo illuminante dal seguente passo: "la testa ci è stata data per guidare il cuore, ma a un patto, che si rimanga sempre e poi sempre nella via della giustizia; quando il cuore mi dice che un'azione non è onesta io non penso altro, perché la coscienza è un giudice senza appello".
Paolo Mantegazza trascorse gli ultimi anni della sua vita nei luoghi in cui è ambientato il romanzo, morendo proprio a San Terenzo nel 1910.

## Trama
Enrico è un ragazzo molto studioso: entrato al ginnasio, si appassiona a tal punto alle materie scolastiche che per approfondirne i contenuti studia anche di notte. A quattordici anni, sostenuti brillantemente gli esami di fine anno, si ammala, tanto da essere costretto a letto per un mese. La terapia proposta dai medici è quella di interrompere gli studi per un anno, durante il quale vivere all'aria aperta, al mare, a contatto con la natura e lontano dai libri. Enrico viene così affidato dai genitori allo zio Baciccia, un vecchio marinaio a riposo che ha scelto di vivere a San Terenzo, un paesino nel golfo della Spezia. È così che Enrico, seguendo lo zio esperto della vita e degli uomini, studia per un anno il grande libro del mondo e della natura.

## L'opera

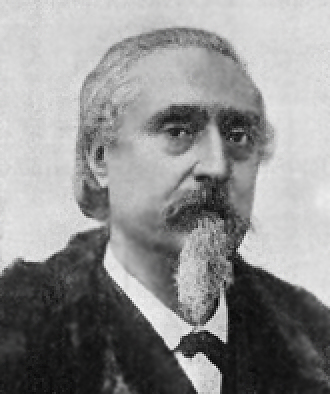
Paolo Mantegazza

Il libro, seguendo una tecnica che alterna e miscela manualistica e narrativa, propone una lettura dell'Italia post-unitaria vista dall'interno delle speranze di un giovinetto, ma commentate, chiarite ed indirizzate da un uomo che ha molto vissuto e che, nell'espressione della propria ideologia umana, denuncia l'ambivalenza di un pensiero politico in bilico fra socialismo, nazionalismo ed accenti reazionari.
Il volume è anche un libro-strumento, offrendo una serie di pagine bianche perché il lettore possa stendere, mensilmente, il cosiddetto «Calendario del bene», trasformando il libro stesso in una sorta di agenda o libro personale per ogni lettore che ne compili le pagine bianche. 
Testa è un susseguirsi di episodi moralistici, a volte patetici (un po' da libro Cuore, appunto), apologhi derivati dall'osservazione della realtà naturale, aneddoti (spesso tratti dalla recente storia risorgimentale), da cui ricavare ogni volta un insegnamento utile. 
Pertanto, più che come opera strettamente letteraria, Testa può essere letto come un documento, interessante dal punto di vista storico-sociologico, dell'ideologia dominante nella seconda metà dell'Ottocento.
Dalle pagine di Mantegazza emerge perfettamente definito il sistema pedagogico della scuola italiana di allora: il modello naturale, vagamente ispirato a Rousseau, cela a fatica le paure e le piccole aspirazioni della borghesia italiana nata dalle lotte risorgimentali e attiva a livello di 'leadership' intellettuale nell'Italia da poco unita, disposta ad ogni apertura di tipo scientifico e tecnologico, ma prudentissima nel campo sociale e politico.